# Greifenstein (Hessen)
Greifenstein (Hessen) este o comunitate din districtul Lahn-Dill-Kreis din landul Hessa, Germania. Sediul administrativ al acesteia se află în Beilstein
Suprafața totală a comunei este de 67,43 km² și se întinde pe versantul estic al lanțului muntos Westerwald. Numele comunei provine de la castelul Greifenstein, care se află aici. Un alt obiectiv turistic important din Greifenstein este Muzeul German de Clopote (Deutsches Glockenmuseum), care găzduiește o colecție impresionantă de clopote. Muzeul deține aproximativ 50 de clopote, care ilustrează evoluția istorică a turnării și fabricării acestora. 

## Geografia

### Comunități vecine
Din punct de vedere geografic, Greifenstein se învecinează cu mai multe comunități în regiune. La nord-vest se află comuna Driedorf, la nord se învecinează cu orașul Herborn și cu comuna Sinn, la est cu comuna Ehringshausen, la sud cu orașul Leun, toate fiind situate în districtul Lahn-Dill-Kreis. La sud-vest se învecinează cu comuna Mengerskirchen, iar la vest cu comuna Weinbach, ambele fiind situate în districtul Limburg-Weilburg. 

### Comunitățile componente
Comunitatea Greifenstein a fost formată în urma reformei administrative din Hessa din 1977, prin unirea mai multor comunități componente. Acestea sunt:
- Allendorf, cu o populație de 1355 de locuitori la 31 decembrie 2004
- Arborn, cu o populație de 609 de locuitori la 31 decembrie 2004
- Beilstein, reședința administrativă a comunei, cu o populație de 1655 de locuitori la 31 decembrie 2004
- Greifenstein, cu o populație de 631 de locuitori la 31 decembrie 2004
- Holzhausen, cu o populație de 972 de locuitori la 31 decembrie 2004
- Nenderoth, cu o populație de 408 de locuitori la 31 decembrie 2004
- Odersberg, cu o populație de 285 de locuitori la 31 decembrie 2004
- Rodenberg, cu o populație de 210 de locuitori la 31 decembrie 2004
- Rodenroth, cu o populație de 438 de locuitori la 31 decembrie 2004
- Ulm, cu o populație de 751 de locuitori la 31 decembrie 2004

În total la sfârșitul anului 2004 comunitatea Greifenstein avea o populație de 7409 locuitori.

## Istoria

### Beilstein
Beilstein este rezultatul creșterii a trei sate vecine: Beilstein, Haiern și Wallendorf. Wallendorf este cel mai vechi dintre cele trei, fiind menționat pentru prima dată într-un document din anul 774. Beilstein a primit drepturile de oraș la data de 18 februarie 1321, dar după Războiul de Treizeci de Ani, a pierdut aceste drepturi.
Haiern nu a fof parte a Beilstein-ului până în anul 1941, când cele două sate au fost unite. În prezent, Beilstein este reședința administrativă a comunității Greifenstein. Ca și celelalte sate componente, Beilstein are o istorie bogată și o arhitectură tradițională bine conservată. Orașul mai păstrează multe din caracteristicile sale medievale.

### Allendorf
Istoria satului Allendorf poate fi urmărită încă din secolul al VIII-lea, când a fost menționat pentru prima dată într-un document din anul 774. În secolul al XIV-lea, satul a fost afectat de ciumă, care a dus la o mortalitate ridicată în sateliții îndepărtați. Supraviețuitorii s-au mutat în sat, ceea ce a dus la creșterea populației și la crearea unei comunități mai mari. Se spune că numele Allendorf provine de la expresia "Alle ein Dorf", care înseamnă "Toți un sat" și se referă la această perioadă istorică a satului.
După Războiul de Treizeci de Ani, Allendorf a devenit parte a Prusiei. În această perioadă, granița cu Nassau, care a fost implicată în război, a trecut prin sat. Această situație a dus la o perioadă de instabilitate și tensiune în zonă.
La începutul anilor 1920, Calea Ferată Ulmbach Valley a fost construită și a ajuns în sat pentru a transporta materii prime din Valea Ulm. 
În anul 1934, Allendorf a devenit o comunitate independentă în cadrul districtului Wetzlar. În timpul celui de-al Doilea Război Mondial, Allendorf a pierdut 75 de tineri în lupte și conflicte. Pentru a-i comemora, a fost ridicat un monument în cinstea lor. După război, mulți germani etnici expulzați din teritoriile Prusiei de Est, Pomerania și Silezia s-au mutat în Allendorf.
În anul 1972, Allendorf a fost unit cu Ulm și Holzhausen pentru a forma comunitatea Ulmtal. Această comunitate a fost desființată în 1977 în cadrul reformelor administrative. Cu toate acestea, cetățenii din Allendorf s-au opus fuzionării cu Greifenstein, dar acest lucru nu a împiedicat unirea celor două comunități.
În anii '70, Allendorf era o stațiune climatică populară, atrăgând turiști în principal din zona Ruhr. 

## Transport și infrastructură

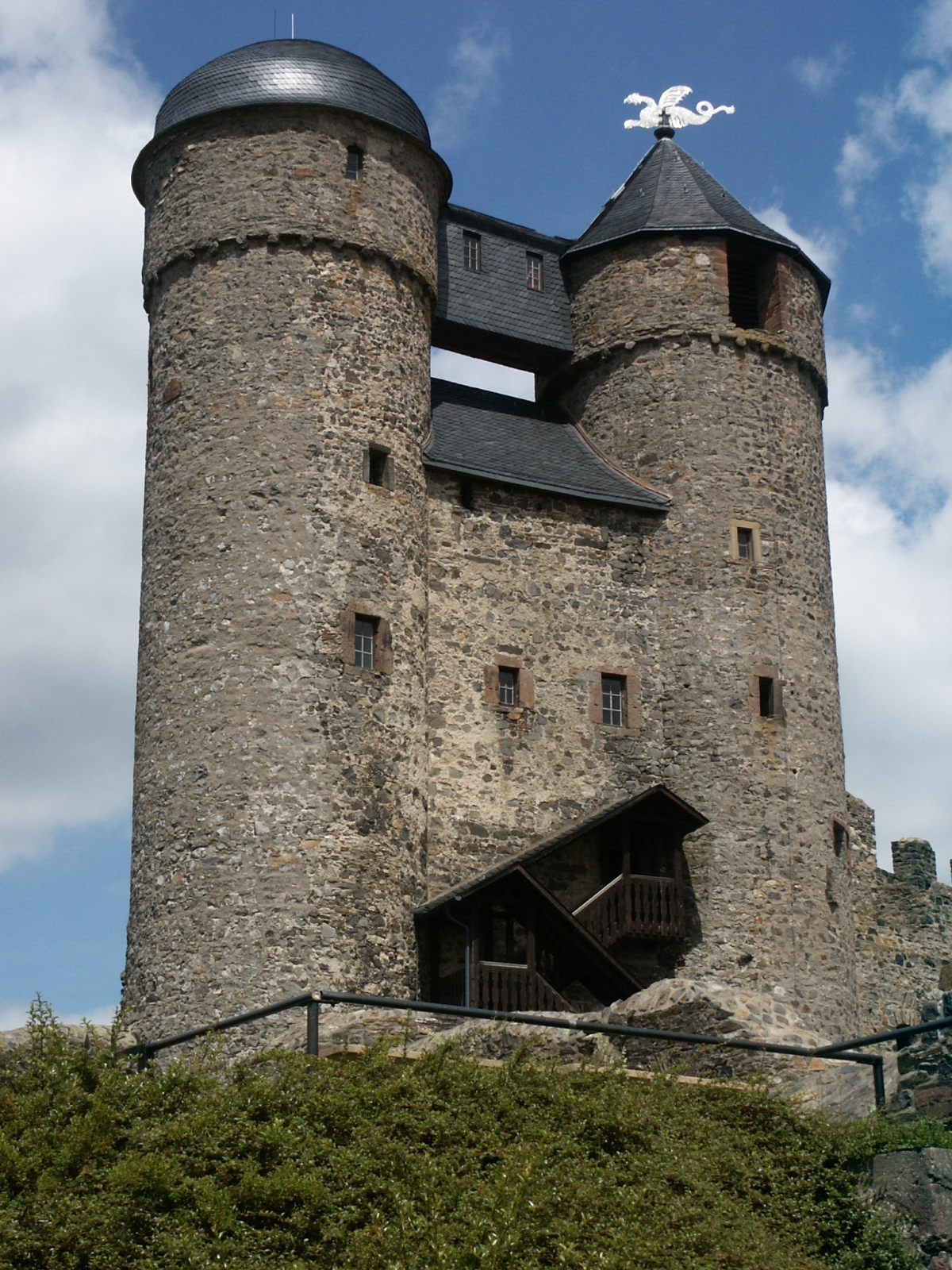
Castelul Greifenstein

Comunitatea Greifenstein este situată într-un triunghi format de orașele Wetzlar, Weilburg și Herborn, iar intersecțiile autostrăzilor Ehringshausen și Herborn Süd de pe A 45 pot fi atinse în 10-20 de minute, la fel ca și Bundesstraße 49. Fiecare comunitate este conectată la rețeaua de autobuze, ceea ce face transportul public accesibil și convenabil pentru locuitori și turiști.
În trecut, comunitatea avea și o linie de cale ferată, construită în anul 1922, care conecta Lahntal Railway prin Leun-Stockhausen, Leun-Bissenberg, comunitățile constitutive ale lui Greifenstein (Allendorf, Ulm și Holzhausen) până la Beilstein. Această linie trebuia să ajungă în Driedorf pentru a se întâlni cu linia interregională Westerwald. Însă serviciul de pasageri a încetat în mijlocul anilor '70, iar la începutul anilor '90 s-a oprit și serviciul de mărfuri, după care șinele au fost smulse.
În prezent, comunitatea Greifenstein are o sală de evenimente mare în Allendorf, cu locuri pentru până la 600 de persoane. În Beilstein există o sală sportivă disponibilă pentru evenimente. Fiecare comunitate constitutivă are, de asemenea, propria sa casă comunitară pentru organizarea de evenimente și activități culturale.

## Educație
Comunitatea Greifenstein pune la dispoziția locuitorilor săi trei grădinițe, situate în Allendorf, Beilstein și Nenderoth. De asemenea, comunitatea are două școli primare, una în Allendorf și una în Beilstein, pentru a asigura educația copiilor din zonă. Pentru nivelul secundar, elevii din Greifenstein merg la școlile din orașele învecinate, cum ar fi Wetzlar, Weilburg sau Herborn. 

## Turism

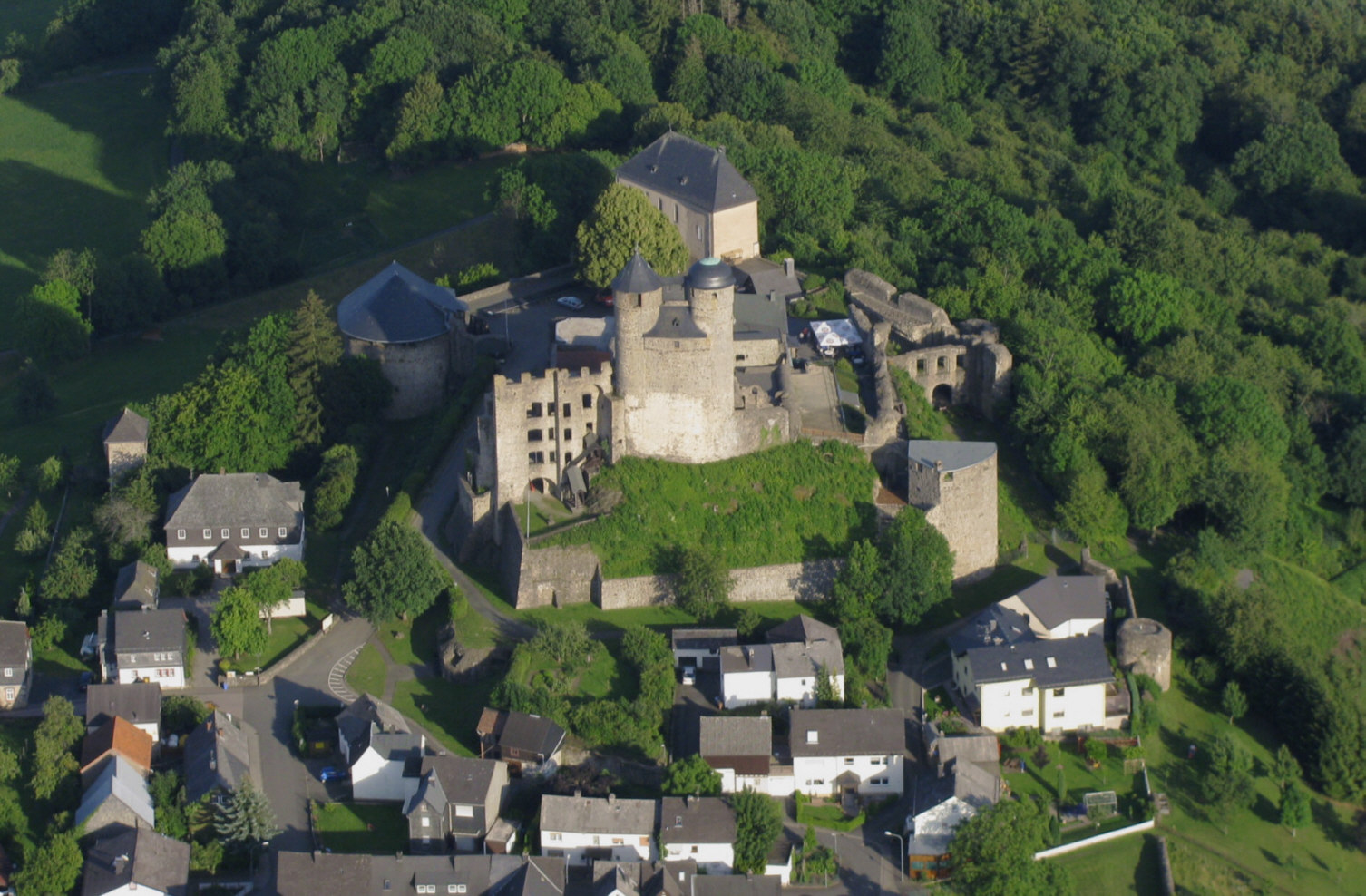
Castelul Greifenstein

Comunitatea Greifenstein are o bogată patrimonie culturală și istorică, care poate fi descoperită în fiecare sat component, în special prin casele din lemn jumătate construite în stiluri diferite. În plus, există numeroase atracții turistice de vizitat, precum:
- Castelul Greifenstein cu muzeul de clopote, care a aparținut anterior prinților de Solms-Braunfels
- Casa veche ("Altes Haus") din Holzhausen
- Biserica cu fântână satului și stejar de 1000 de ani din Allendorf
- Castelul Beilstein (ruine parțial reconstruite), menționat pentru prima dată în 1229, care a aparținut anterior Conturilor de Nassau-Beilstein, și biserica din Beilstein.

Pentru cei interesați de activități în aer liber, comunitatea oferă peste 100 km de trasee pentru ciclism și drumeții bine construite, precum și o zonă de camping și înot la Lacul Ulmbach între Holzhausen și Beilstein. În plus, există pârtii pentru sporturile de iarnă în Greifenstein și Arborn.
Comunitatea are, de asemenea, două piscine în aer liber, una în Arborn și una în Nenderoth, precum și un cartier de weekenduri cu o piscină în aer liber în Arborn. Pentru cei interesați de aventură, în Allendorf există Outdoor-Center-Lahntal, un parc de agrement și aventură legat de natură, unde se pot rezerva nopți în tepee-uri și pot participa la ateliere atât adulții, cât și copiii.